# Distrito de Andabamba
El Distrito peruano de Andabamba es uno de los ocho distritos de la provincia de Acobamba, ubicada en el Departamento de Huancavelica, bajo la administración del Gobierno regional de Huancavelica, Perú.
Desde el punto de vista jerárquico de la Iglesia católica, forma parte de la diócesis de Huancavelica.

## Historia
El distrito fue creado mediante Ley del 23 de noviembre de 1925, en el gobierno del Presidente Augusto B. Leguía.

## Geografía
El distrito tiene una superficie de 81,85 km². Su capital es la ciudad de Andabamba.

## Autoridades

### Municipales
- 2023-2026[3][4]
  - Alcalde: LIDER ENRRIQUEZ SOTO, Movimiento Regional AGUA.
  - Regidores:  GERMAN BENITO FERNANDEZ (AGUA), TEODOR AROTOMA (AGUA), LAURA SIHUINTA (AGUA), ROXANA ASPARRIN (AGUA), GUZMAN PALOMINO (ARBOL).[5]

### Policiales
- Comisario:   PNP.

### Religiosas
- Diócesis de Huancavelica[6]
  - Obispo de Huancavelica: Monseñor Isidro Barrio Barrio.[7] (2005 - ).